# ایستگاه فارمسی
ایستگاه فارمسی (انگلیسی: Pharmacy stop) یک ایستگاه قطار سبک شهری در حال ساخت در خط ۵ اگلینتون، بخشی از سیستم متروی تورنتو است.